# Vladimir Zagorovski
Vladimir Pavlovitch Zagorovski (en russe Владимир Павлович Загоровский), né le 29 juin 1925 à Voronej, Russie, anciennement URSS et mort le 6 novembre 1994 dans la même ville) est un historien russe et un grand maître d'échecs par correspondance. 

## Biographie
Zagorowski enseignait l'histoire à l'université d'État de Voronej et publia un certain nombre d'ouvrages sur l'histoire russe. Il s'intéressait particulièrement à l'histoire de sa ville natale.
Parallèlement à son travail d'historien, il était un joueur d'échecs passionné. Il apprit les règles à l'âge de 6 ans. Bien qu'il ait obtenu un certain succès alors qu'il était étudiant à Moscou dans les années 1950 (il remporta le championnat de la ville de Moscou en 1952), il se sentait plus appelé vers l'Histoire.

Il est surtout connu pour être le quatrième champion du monde d'échecs par correspondance de la ICCF (Fédération internationale d'échecs par correspondance) entre 1962 et 1965. 
Zagorowski participa à six championnats du monde. Il termina derrière Horst Rittner, vice-champion du monde, à la sixième édition de 1971, derrière le danois Jørn Sloth à la huitième édition de 1980, Sloth ayant le même nombre de points mais un meilleur classement.

Il finit 4e et 5e à la cinquième édition du championnat, 3e et 4e à la septième édition et prit la cinquième place de la onzième édition.

À partir de 1975, il fut vice-président de la ICCF. Son meilleur classement Elo fut 2614, obtenu en novembre 1953.

## Publications
- (en) Vladimir Zagororovsky, Romantic Chess Openings, Londres, B.T. Batsford, 1982, 144 p., poche (ISBN 978-0-7134-3623-5)

(First published 1982, The Tournament Player's Collection, Competitive,  (ISBN 0-7134-3623-9) (limp), Set by Hope Services, Abingdon, and printed in Great Britain by Billing & Sons Ltd, London, Guildford & Worcester).